# Courtney Field
Courtney Field (* 23. April 1997 in Melbourne) ist eine ehemalige australische Bahnradsportlerin, die auf Kurzzeitdisziplinen spezialisiert war.

## Sportliche Laufbahn
Ab 2011 errang Courtney Field mehrfach australische Junioren-Titel in Sprintdisziplinen auf der Bahn. 2014 wurde sie Junioren-Weltmeisterin im Sprint sowie Vize-Weltmeisterin im Keirin und im 500-Meter-Zeitfahren. Im selben Jahr wurde sie zweifache ozeanische Junioren-Meisterin, im Sprint und im Zeitfahren. 2015 errang sie bei den Junioren-Weltmeisterschaften im Keirin und im Sprint jeweils eine Silbermedaille.
Im Juli 2016 erlitt Field während eines Keirin-Rennens einen Zusammenstoß mit der Fahrerin Anna Meares und erlitt gravierende Hautabschürfungen; mehrere Holzsplitter von der Radrennbahn mussten ihr operativ entfernt werden. Im November startete sie erstmals bei einem internationalen Elite-Rennen und belegte beim Lauf des Bahnrad-Weltcups in Glasgow Rang drei im Keirin. 2017 wurde sie gemeinsam mit Rikki Belder Ozeanienmeisterin im Teamsprint, im Sprint belegte sie Rang zwei. Im selben Jahr beendete sie ihre Radsportlaufbahn.

## Ehrungen
2011, 2012 und 2013 wurde Courtney Field zum Victorian Junior Cyclist of the Year gewählt.

## Erfolge
2014
- Junioren-Weltmeisterin – Sprint
- Junioren-Weltmeisterschaft – Keirin, 500-Meter-Zeitfahren
- Ozeanische Junioren-Meisterin – Sprint, 500-Meter-Zeitfahren
- Ozeanische Junioren-Meisterschaft – Keirin
- Australische Junioren-Meisterin – Keirin, 500-Meter-Zeitfahren

2015
- Junioren-Weltmeisterschaft – Keirin, Sprint

2017
- Ozeanienmeisterin – Teamsprint (mit Rikki Belder)
- Ozeanienmeisterschaft – Sprint